# 稲葉山牧場
稲葉山牧場（いなばやまぼくじょう）は、富山県小矢部市にある標高346mの稲葉山中腹から山頂にかけて広がる公共育成牧場である。

## 概要
敷地面積758ha、標高364.9mの地点に所在する。
未利用山林原野であった稲葉山を牧場として開発し小矢部市や富山県西部の畜産を振興することを目的に、小矢部市が国や富山県と図って計画した。先行して1963年（昭和38年）9月に稲葉山山頂までの自動車道を建設し、1964年（昭和39年）1月には、1964年度より2か年にわたり測量や土地調査、収益予想調査などを実施する方針を決めた。1965年（昭和40年）6月には、北陸農政局が「放牧地として適地」との方向を打ち出した。
1966年（昭和41年）6月に工事着手。当初は200haを予定していたが、地形面積的に難点があることや小矢部市の財政事情、乳牛や放牧牛の確保の問題があったため、最初は80haに縮小して整備することになった。
1967年（昭和42年）4月に一部完成して放牧を開始、1969年（昭和44年）5月を以て小矢部市の直営事業として管理運営となり、1969年（昭和44年）7月11日を以て牧場の第一期工事が完成となった。総事業費は76,105,000円（うち国庫補助金25,370,000円、県費補助金18,131,000円）
頂上周辺は1975年（昭和50年）以降公園として整備され遊園地、キャンプ場、バーベキュー、売店等が設けられている。山頂休憩所の展望台（2010年7月末に展望デッキが完成）からは砺波平野の散居村や立山連峰、石川県側の平野や日本海まで眺望できる。ふれあい動物広場（1997年完成）ではリスやウサギとのふれあうことができる。
1993年（平成5年）にはトイレや駐車場が、1996年（平成8年）には牛型の展望台がそれぞれ竣工している。

## 交通
あいの風とやま鉄道線石動駅から車で15分。

## 備考
1980年（昭和55年）設立の原牧栗生産組合が、1987年（昭和62年）に稲葉山中腹に富山県内唯一の観光クリ園「宮島観光栗園」を開設していたが、2022年（令和4年）シーズンで組合は解散し観光クリ園も廃止されることになった。その後、2023年（令和5年）にケィ・ディック電工事業部が敷地を借り受けて「宮島栗園」として再整備し、栗産地としてブランド化を図っている（産業クリ園であり来園者によるクリ拾いや園内散策は行わない方針）。

## 外部サイト
- 稲葉山ふれあい動物広場／小矢部市
- 稲葉山牧野／とやま観光ナビ

座標: 北緯36度42分33秒 東経136度52分22秒 / 北緯36.70917度 東経136.87278度